# Palais Petschek
Ne doit pas être confondu avec Villa Petschek.
Le Palais Petschek (en tchèque Petschkův palác ou Pečkárna) est un bâtiment néo-classique situé dans le quartier de Nové Město, à  Prague.

## Histoire
Il a été construit entre 1923 et 1929 par l'architecte Max Spielmann à la demande du banquier Jules Petschek, il était à l'origine appelé « Maison de la Banque Petschek et Co. » (Bankovní dům Petschek a spol.). En dépit de son style historicisant, le bâtiment était très moderne, construit en béton armé et entièrement climatisé. Il avait aussi un tube pneumatique, un central téléphonique, une imprimerie, un ascenseur type paternoster (qui fonctionne toujours), ainsi que d'énormes coffre-forts au sous-sol. L'immeuble a été vendu par la famille Petschek, juste avant l'occupation de la Tchécoslovaquie, pour quitter le pays.
C'est pendant la Seconde Guerre mondiale que l'endroit gagna sa triste « notoriété », car il devint immédiatement le siège de la Gestapo pour le Protectorat de Bohême-Moravie. Les interrogatoires et les tortures des résistants tchèques y avaient lieu, ainsi que les tribunaux militaires établis par Reinhard Heydrich, qui envoyèrent la plupart des prisonniers à la mort ou dans des camps de concentration nazis. Beaucoup de gens furent mis à mort dans le bâtiment lui-même. Une plaque commémorant l'esprit de ces héros de guerre a été apposée à l'angle de l'immeuble.
En 1948, le bâtiment a été acquis par le ministère du Commerce extérieur tchécoslovaque. Aujourd'hui, il abrite encore une partie du ministère de l'Industrie et du Commerce tchèque. En 1989, le bâtiment est devenu Monument culturel national (Národní kulturní památka).

## Galerie

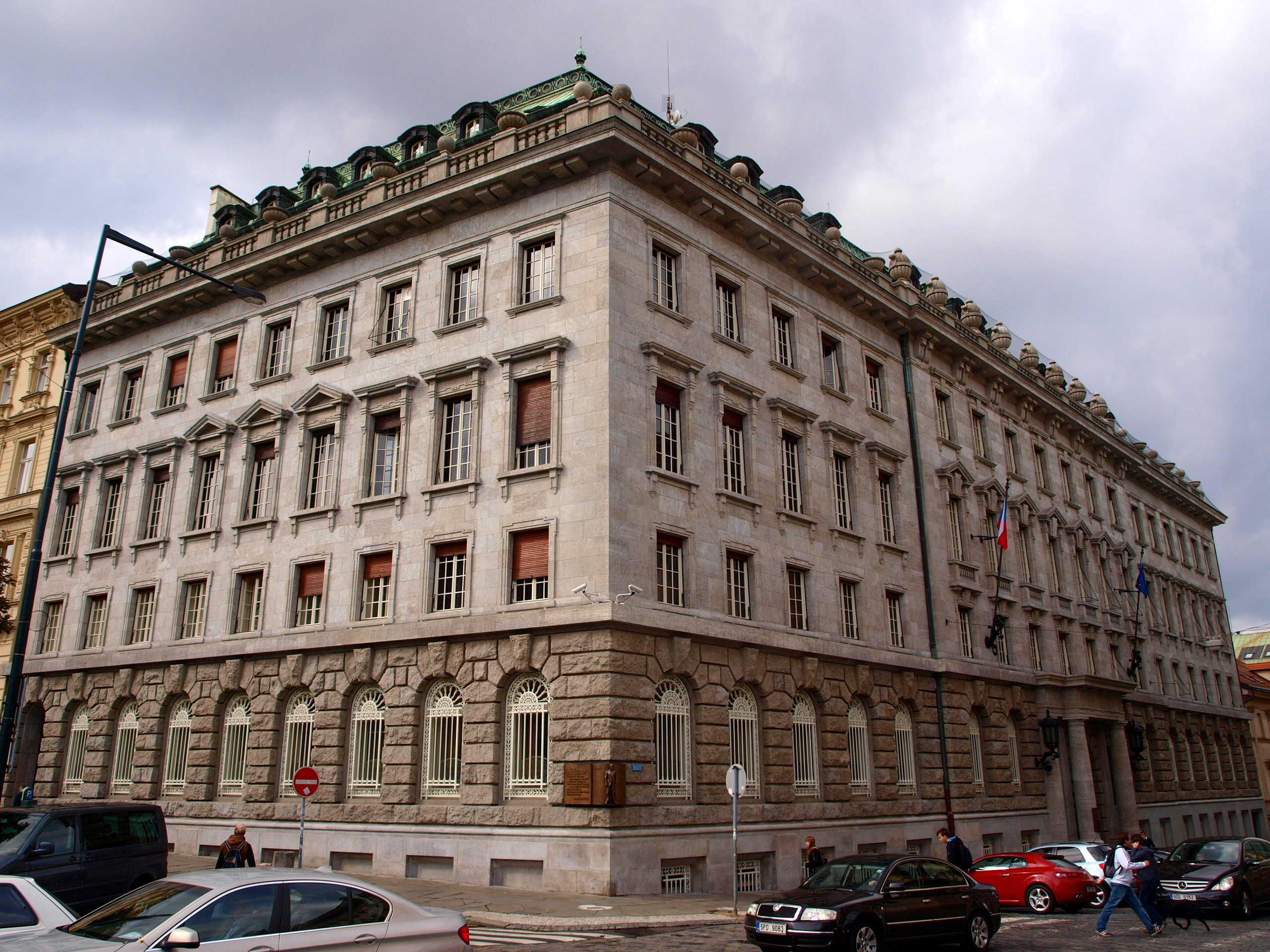
Palais Petschek
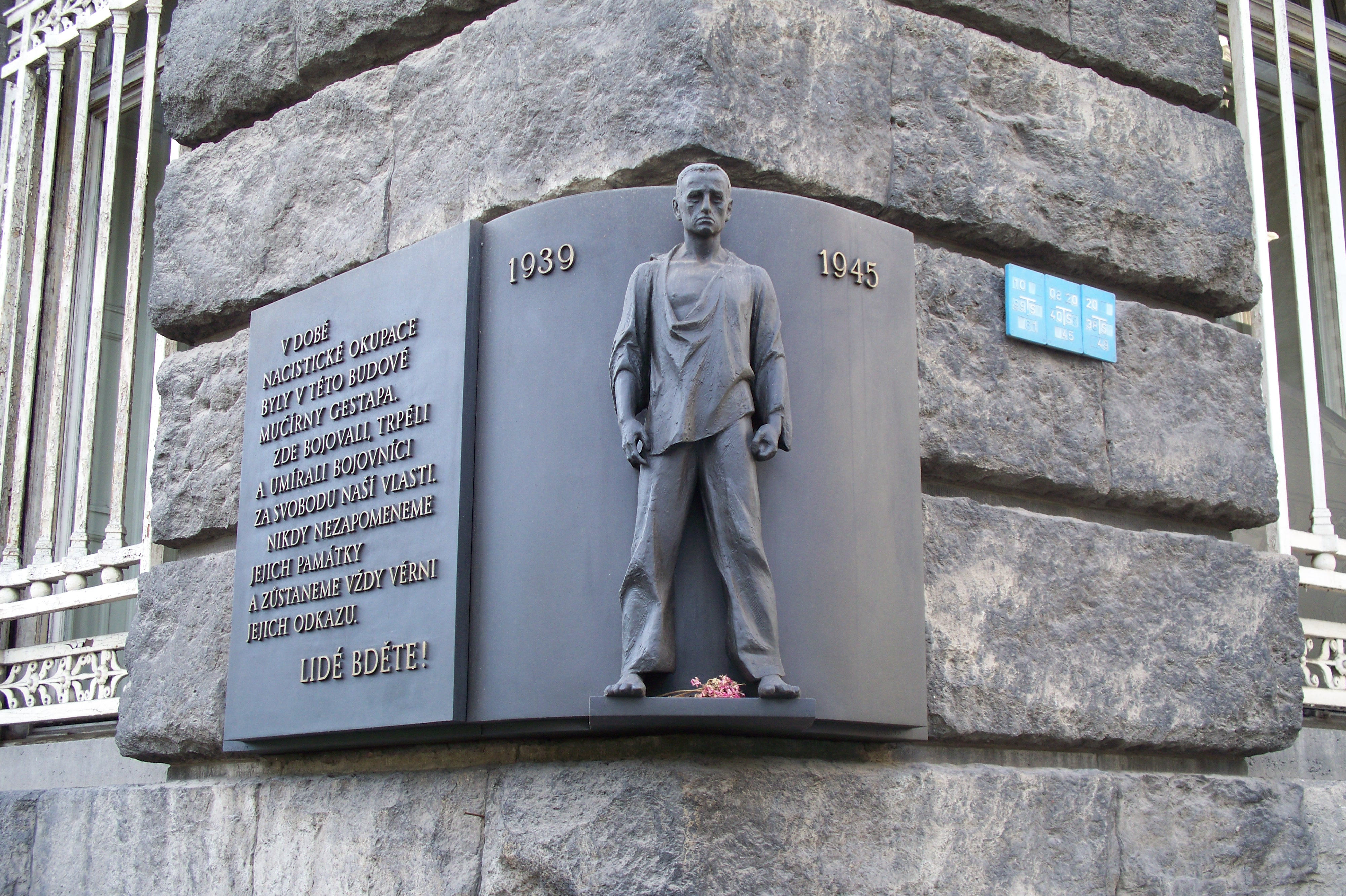
Plaque commémorant la résistance tchèque